# Habrotrocha bartosi
Habrotrocha bartosi är en hjuldjursart som beskrevs av Koniar 1955. Habrotrocha bartosi ingår i släktet Habrotrocha och familjen Habrotrochidae. Inga underarter finns listade i Catalogue of Life.